# Pasta (Einheit)
Pasta war im portugiesischen Mosambik ein Handelsgewicht.
- 1 Pasta = 100 Maticals = 537,89 Gramm